# 심플스캔
심플스캔(Simple Scan)은 그놈프로젝트(GNOME Project)에서 지원된다. SANE(Scanner Access Now Easy)은 모든 래스터 이미지 스캐너 하드웨어 (평판 스캐너, 핸드 헬드 스캐너, 비디오 및 스틸 카메라, 프레임 그래버 등)에 대한 표준화된 액세스를 제공하는 API(응용 프로그래밍 인터페이스)이다.
SANE API는 공개 도메인이며 토론 및 개발은 모든 사람에게 열려 있다. 리눅스(Linux)에서 일반적으로 사용되는것으로 알려져있다.
심플스캔은 그놈프로젝트 및 우분투소프트웨어에서 별도로 SANE API을 주요하게 사용한 잘 알려진 스캔 프로그램이다.

## 지원 및 기능
심플스캔은 HP 복합프린터등을 포함하는 다양한 스캔등을 폭넓게 지원하며 기능 또한 스캔시 여러문서 일괄 파일 작업 및 PDF출력 페이지 재정렬등 강력한 기능을 간단하게 수행할 수 있다.

## 같이 보기
- HPLIP